# Colore fugace

## Descrizione
Il colore fugace (conosciuto anche con il sinonimo di falsa tinta) è una sostanza colorante che può essere facilmente applicata su carta, fibre tessili naturali o sintetiche, pelo, pelle o capelli, o altre superfici, che a causa di una bassa affinità con il materiale, può essere rimosso facilmente (più spesso per mezzo di un rapido risciacquo con acqua e sapone) senza lasciarne traccia o alterare le caratteristiche del substrato. I coloranti fugaci trovano impiego nell'industria tessile come mezzo di distinzione fra filati con differenti caratteristiche, in cosmesi come coloranti non permanenti e di rapida rimozione, nei prodotti per le arti grafiche e ricreative.
Il termine colorante fugace o falsa tinta deriva dalla tradizione tessile, con il quale si indicava già nel XVIII secolo quelle tinture (al tempo ottenute con materie prime di origine vegetale e minerale) non particolarmente resistenti e permanenti ovvero solide.
Nel corso del XIX secolo alcune esigenze produttive soprattutto in campo tessile, hanno fatto sì che il termine finisse per identificare quei coloranti e pigmenti usati in filatura o torcitura, allo scopo di tingere i filati greggi e di poterli distinguere e riconoscere prima delle successive lavorazioni. Negli anni Cinquanta del XX secolo il termine è poi stato esteso a nuove sostanze coloranti facilmente lavabili, specificatamente sintetizzate per poter essere impiegate non solo nell'industria ma anche in cosmetica ed in prodotti per la grafica.

### Nella stampa grafica
Gli inchiostri che quando immersi in acqua si rimuovono e scompaiono dal supporto, sono stati utilizzati deliberatamente per evitare che i francobolli rimossi dalle buste poste in ammollo potessero essere riutilizzatiː storico è il caso del francobollo Lilla-Verde della Regina Victoria del 1883.

### Nei prodotti per l'arte
Anche se i pittori hanno sempre ricercato in prevalenza i colori più permanenti, non mancano casi di utilizzo di tinte fugaci dovute a diversi motivi: ignoranza per quanto riguarda la volatilità dei pigmenti, un maggiore interesse per l'effetto cromatico rispetto alla durabilità, utilizzando i colori disponibili anche se con pigmenti fuggitivi, o addirittura il desiderio di avere un dipinto che cambiasse aspetto nel tempo. 

### Nel settore tessile
Nel settore tessile, una rapida e precisa identificazione dei filati o dei tessuti è essenziale, ed il modo più semplice e più sicuro per raggiungerlo consiste nell'impartire loro un colore facilmente riconoscibile e distinguibile secondo un codice. La distinzione tra fibre diverse, forme diverse della stessa fibra, diverse lunghezze del fiocco, differenza fra la torcitura di tipo S o Z del filo, differenze fra le estremità in un ordito, sono di grande importanza nell'evitare problematiche di tessitura e difetti di maglieria. L'avvento delle fibre artificiali e sintetiche ha poi aggiunto ulteriori problematiche con la necessità di identificazione delle fibre. Fino a metà del 1900, poche sostanze coloranti potevano essere usate come coloranti fugaci, e spesso il loro utilizzo, pur risolvendo o migliorando l'efficienza di alcuni fasi della lavorazione tessile, comportava non pochi altri problemi o compromessi nelle lavorazioni successive.